# Gerlach-Empire

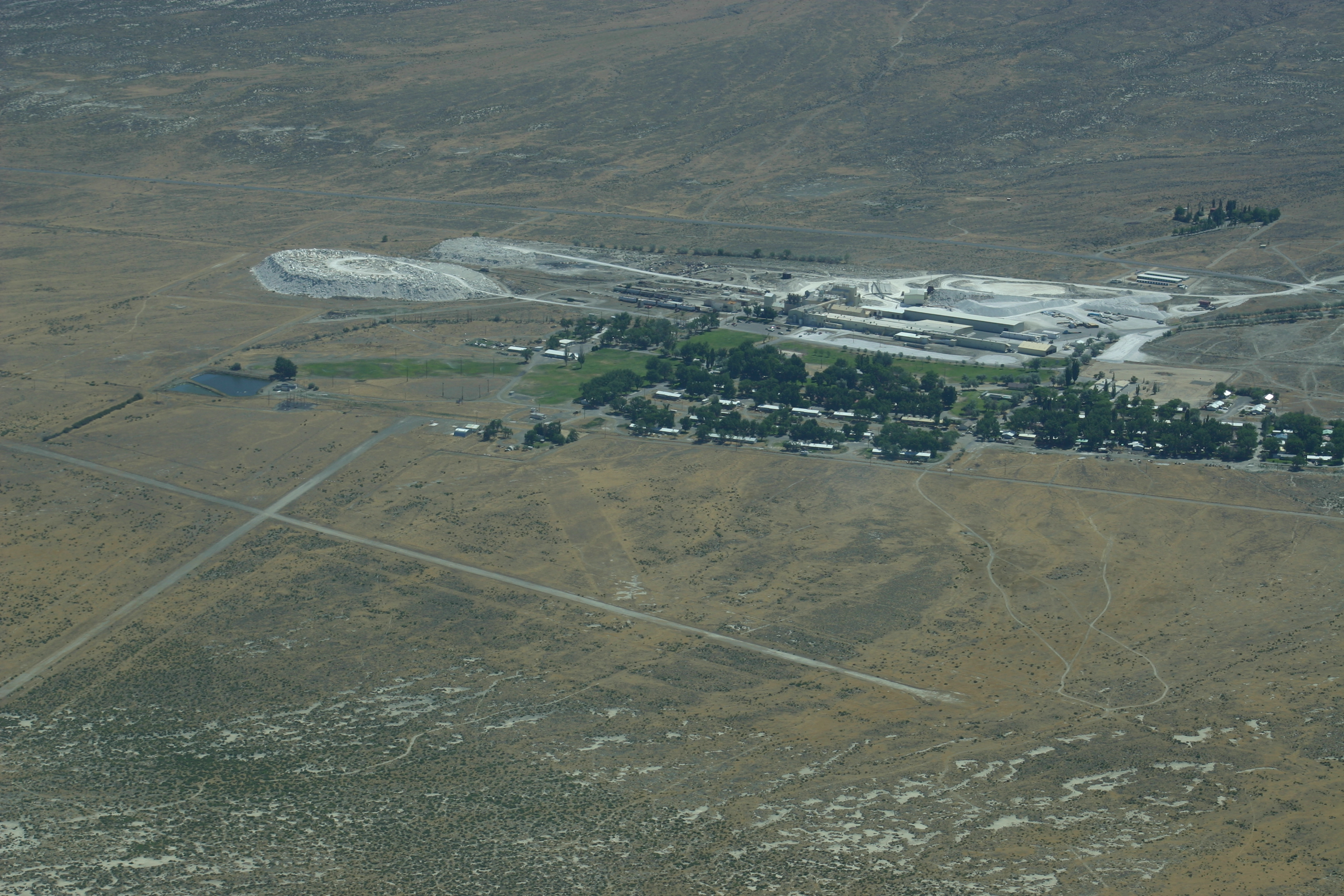
Vue aérienne d’Empire, sorte d’oasis à l’orée du désert de Black Rock. La totalité de la bourgade est, à très peu de chose près, visible sur la photo.

Gerlach-Empire est une localité située dans le comté de Washoe, dans le nord-ouest de l’État du Nevada, aux États-Unis, identifiée comme telle et reconnue comme secteur statistique (angl. census-designated place, CDP) par le Bureau du recensement des États-Unis. La population s’élève à 499 personnes, selon le recensement officiel de 2000. Le CDP, qui statistiquement fait partie de l’aire métropolitaine de Reno–Sparks, comprend les deux minuscules bourgades de Gerlach (au nord) et d’Empire (au sud), distantes l’une de l’autre de moins de 10 km. La population vit en majeure partie dans l’une de ces deux bourgades, le reste étant établi dans les exploitations agricoles des environs. Le destin de la localité, plus particulièrement d’Empire, est indissociablement lié à l’extraction du gypse ; la fermeture de l'usine liée à cette company town fait que Empire est aujourd'hui très peu habitée.

## Géographie

### Situation
Gerlach-Empire se situe à 40° 37′ 22″ N, 119° 20′ 29″ O.
D’après l’Office de recensement, la superficie totale du CDP est de 243,6 km2, composée entièrement de terre.

### Démographie
Selon le recensement de 2000, résidaient dans cette subdivision statistique (CDP) 499 personnes, réparties en 234 ménages et 146 familles. La densité de population était de 2,0 habitants/km2. Furent dénombrées 297 unités de logement, soit une densité moyenne de 1,2 /km2). La composition raciale du CDP se présentait comme suit : 91,18 % d’Américains blancs, 2,81 % d’Américains autochtones (« native Americans », dans la terminologie de l’Office statistique), 0,20 % d’Asiatiques, 4,61 % appartenant à d’autres races (« other races »), et 1,20 % appartenant à la fois à deux races ou plus. Les Hispaniques (« Hispanic ») ou les Latinos (« Latino ») comptaient, toutes races confondues (« of any race »), pour 11,02 % de la population.
Sur les 234 ménages recensés, 26,1 % avaient des enfants âgés de moins de 18 ans vivant au sein du ménage, 48,3 % étaient des couples mariés et cohabitants, 9,8 % comportaient un membre adulte féminin sans mari, et 37,2 % étaient des ménages non familiaux. Sur l’ensemble des ménages, 34,2 % se composaient de personnes seules, 6,8 % se composant d’une personne seule âgée de 65 ans ou plus. La taille moyenne des ménages s’élevait à 2,13 et la taille moyenne des familles à 2,71.
En fonction de l’âge, la population du CDP se répartissait comme suit : 22,6 % âgé de moins de 18 ans, 7,0 % âgé de 18 à 24 ans, 31,5 % de 25 à 44 ans, 29,5 % de 45 à 64 ans, et 9,4 % âgés de 65 ans et plus. La médiane de l’âge s’établissait à 38 ans. Pour cent femmes, il y avait 116,0 hommes ; pour cent femmes âgées de 18 ans ou plus, 120,6 hommes.
La médiane du revenu s’élevait, pour les ménages, à 35 089 $, et pour les familles, à 43 125 $. Les hommes avait un revenu médian de 36 000 $, contre 23 056 $ pour les femmes. Le revenu par tête se situait à 14 793 $. Environ 10,3 % des familles et 14,6 % de la population se trouvait en dessous du seuil de pauvreté, dont 15,8 % de ceux de moins de 18 ans et 12,7 % des plus de 65 ans.
Pour la scolarité, Gerlach relève du district scolaire du comté de Washoe (Washoe County School District).

## Économie
L’économie de Gerlach et Empire est axée principalement sur l’extraction de gypse (dans des mines sises à proximité d’Empire), sur le tourisme dans le désert de Black Rock proche et sur la chasse. 
Empire est un cas classique de « ville d’entreprise » (company town), étant, en l’espèce, la propriété de la United States Gypsum Corporation (USG), plus gros fabricant de plaques de plâtre des États-Unis ; en effet, tous les habitants d’Empire travaillent à l’USG, et l’USG est propriétaire de tous les terrains et de l’ensemble des bâtiments. La mine de gypse d’Empire est la mine qui totalise le plus grand nombre d’années d’exploitation ininterrompue des États-Unis. Durant la Deuxième Guerre mondiale, les ressources étant alors toutes détournées en faveur de l’effort de guerre, la plupart des mines furent fermées ; cependant, pour quelque raison, l’on estima le gypse « essentiel », en conséquence de quoi la mine ne cessa jamais ses activités. En 2011, l'usine ferme, entraînant de facto la chute d'Empire.
La bourgade est dotée d’une église, d’une piscine publique, d’un terrain de golf à neuf trous, d’un bureau de poste (code postal 89405), et d’un aérodrome apte à accueillir des avions petits porteurs. Il y a aussi une garderie d’enfants à l’usage des employés d’Empire, et un bureau de tabac avec pompe d’essence ― unique magasin dans un rayon de plus de 80 km.
Les autres sources d’emploi sont la petite gare de marchandises de la compagnie ferroviaire Union Pacific à Gerlach, et les services publics ressortissant du comté de Washoe (voirie et enseignement scolaire). Beaucoup des habitants de Gerlach sont des retraités. D’autre part, nombre de gens à Gerlach ont leur propre affaire, la plupart fonctionnant par internet.
Il y a trois bars exploités par des indépendants à Gerlach ; l’un d’eux, un café-restaurant avec motel à part et pompe d’essence, est depuis de nombreuses années un point de chute régulier pour voyageurs, et le seul établissement hôtelier et de restauration à 80 km à la ronde. 
Des chasseurs venant de tout l’ouest se rendent à Gerlach pour y chasser un large éventail de gibier, comme la perdrix choukar, l’oie, le daim, l’antilope, etc. 
Enfin, depuis 1991 se tient non loin de la localité le festival Burning Man, d’une durée d’une semaine, voué à la contre-culture, attirant quelque 50 000 participants chaque année. En raison de l’apparence et des actions de beaucoup de ces participants, les sentiments de la population locale à l’égard de cet événement sont mitigés, mais 20 % environ des ventes des quelques établissements commerciaux de la zone sont imputables au festival. Le désert de Black Rock est par ailleurs le décor de beaucoup d’autres activités de loisir, organisées ou non, à travers toute l’année.

## Transports
L’accès par route à Empire et Gerlach est assuré par la liaison routière d’État 447 (Nevada State Route 447), laquelle, après s’être embranchée, à la hauteur de la localité de Wadsworth, sur un des prolongements de l’axe autoroutier est-ouest U.S. Route 40, file droit vers le nord, passant par Nixon, pour aboutir à Gerlach. Cette route a acquis une certaine notoriété ces dernières années, puisque les festivaliers de Burning Man, ceux entre autres qui viennent de San Francisco, doivent l’emprunter pour se rendre à Black Rock. On peut aussi joindre Gerlach par trois anciennes routes d’État déclassées : la route no 34 (qui part de Gerlach en se dirigeant vers le nord, traversant une partie du désert de Black Rock), la no 48 (vers le sud-est, en direction de la ville de Lovelock), et la no 49, connue aussi sous le nom de Jungo Road (vers l’ouest, longeant par le sud le désert de Black Rock).

## Dans la culture

### Gerlach au cinéma
Gerlach fut un des lieux de tournage du film Far From Home de Meiert Avis : un homme divorcé et sa fille, victimes d’une panne de voiture, se voient contraints de séjourner quelque temps dans une localité très reculée, où ils s’attirent des ennuis (1989).
Empire est citée dans Nomadland (2020). La bourgade et son usine fermée, est le point de départ du voyage de Fern, le personnage principal du film, drame américain écrit, monté et réalisé par Chloé Zhao.